# Brockman Nemzeti Park
A Brockman Nemzeti Park Nyugat-Ausztráliában, a Southwest régióban található, Perth városától 288 kilométernyire délre, Pembertontól 10 kilométernyire délre helyezkedik el.
A nemzeti park területe a Pemberton-Northcliffe útvonal két oldalán helyezkedik el. A parkban elsősorban tarkalevelű eukaliptusz, illetve Corymbia calophylla él, de előfordulnak az Agonis nemzetség tagjai, a Trymalium nemzetség tagjai, az akácia egyes fajai, illetve a kazuárfafélék egyes példányai is.
A nemzeti park északi határát a Warren-folyó alkotja, valamint nyugatról a parkot a Warren Nemzeti Park határolja. A látogatók számára jó hír, hogy a belépés a nemzeti parkba ingyenes, ugyanakkor semmilyen kényelmi szolgáltatás nem áll a rendelkezésükre. 
A nemzeti park nevét a közeli Yegarup Homesteadről kapta, melynek korábbi neve Brockman Station volt.

## Fordítás
Ez a szócikk részben vagy egészben  a   Brockman National Park című angol Wikipédia-szócikk ezen változatának fordításán alapul.  Az eredeti cikk szerkesztőit annak laptörténete sorolja fel. Ez a jelzés csupán a megfogalmazás eredetét és a szerzői jogokat jelzi, nem szolgál a cikkben szereplő információk forrásmegjelöléseként.